# Jules Marcou
Pour l’article ayant un titre homophone, voir Jules Marcoux.
Jules Marcou, né le 20 avril 1824 à Salins-les-Bains (Jura) et mort 17 avril 1898 à Cambridge (Massachusetts), est un géologue français, connu pour avoir publié, le premier, une carte géologique des États-Unis en 1855. Il sera, quelques années plus tard, le second géologue à publier une carte géologique mondiale en 1861. 
Connu pour son caractère abrupt et son franc-parler, il se fera beaucoup d'ennemis dans les milieux de la géologie[réf. nécessaire].

## Biographie

### Jeunesse et formation

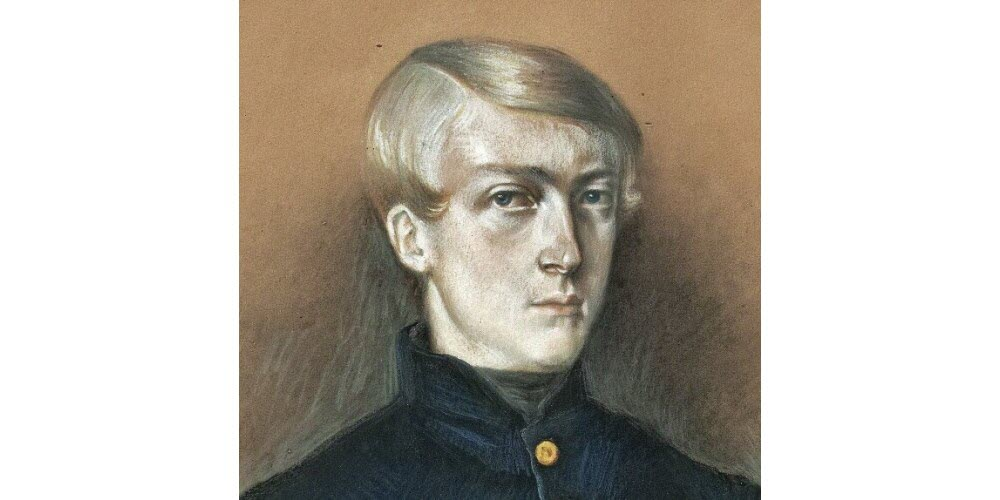
Portrait de Jules Marcou par Louis Pasteur

Il naît à Salins, dans le Jura français, où son père, Philippe Marcou (1795-1854) est négociant et secrétaire de mairie, et sa mère Jeanne Bordy est négociante.
Au cours de ses études à Besançon et au collège Saint-Louis, à Paris, où il côtoie Louis Pasteur, il est souvent malade et en échec scolaire. Dès l'âge de 21 ans, il fait la connaissance de Jules Thurmann, Louis Agassiz et Jean Deluc.

### Travaux et vie privée
Il travaille avec Jules Thurmann à la géologie des monts du Jura. En 1845, il devient membre de la Société géologique de France, parrainé par Alcide d'Orbigny.  En 1846 et en 1847, il travaille successivement avec Gabriel Delafosse à la Sorbonne, puis avec Louis Cordier au Muséum national d'histoire naturelle. En janvier 1848, il part en Amérique en qualité de géologue itinérant pour le compte du Jardin des plantes, à l'initiative de Louis Cordier. L'année suivante, il rejoint Louis Agassiz à Boston, et l'accompagne dans la région des Grands Lacs.
Son mariage en 1850 avec Jane, fille de l'historien Jeremy Belknap, lui procure une grande aisance financière. Délivré du souci de gagner sa vie, il effectue plusieurs courses géologiques en Amérique, et au Panama, malgré de nombreuses maladies. 
En 1856, il est nommé professeur à la chaire de géologie et paléontologie de l'École polytechnique fédérale de Zurich, dont il démissionne deux ans plus tard pour raison de santé.
Après un séjour à Salins, il retourne aux États-Unis en 1860, et devient membre de l'American Academy of Arts and Sciences en 1861. Il effectue de nouvelles campagnes géologiques dans les régions les plus dangereuses des États-Unis en pleine guerre de Sécession.
De 1864 à 1881, il partage sa résidence entre la France et les États-Unis. À partir de 1881, il ne quitte plus son pays d'adoption, résidant près de Boston. Ce n'est que fortuitement en 1912 que la chancellerie de la Légion d'honneur est en mesure d'enregistrer son décès intervenu en 1898 à Cambridge. Il est enterré au cimetière de Mount Auburn (Massachusetts).
Jules Marcou est père de trois enfants avec Jane Belknap, dont John Belknap Marcou (1855-1912) avec qui il publiera certains de ses ouvrages.

## Publications
Parmi ses 188 publications :
- Recherches géologiques sur le Jura salinois, [Paris], Société géologique de France, 1846 (lire en ligne)
- Lettres sur les roches du Jura et leur distribution géographique dans les deux hémisphères, Paris, F. Klincksieck, 1860 (lire en ligne)

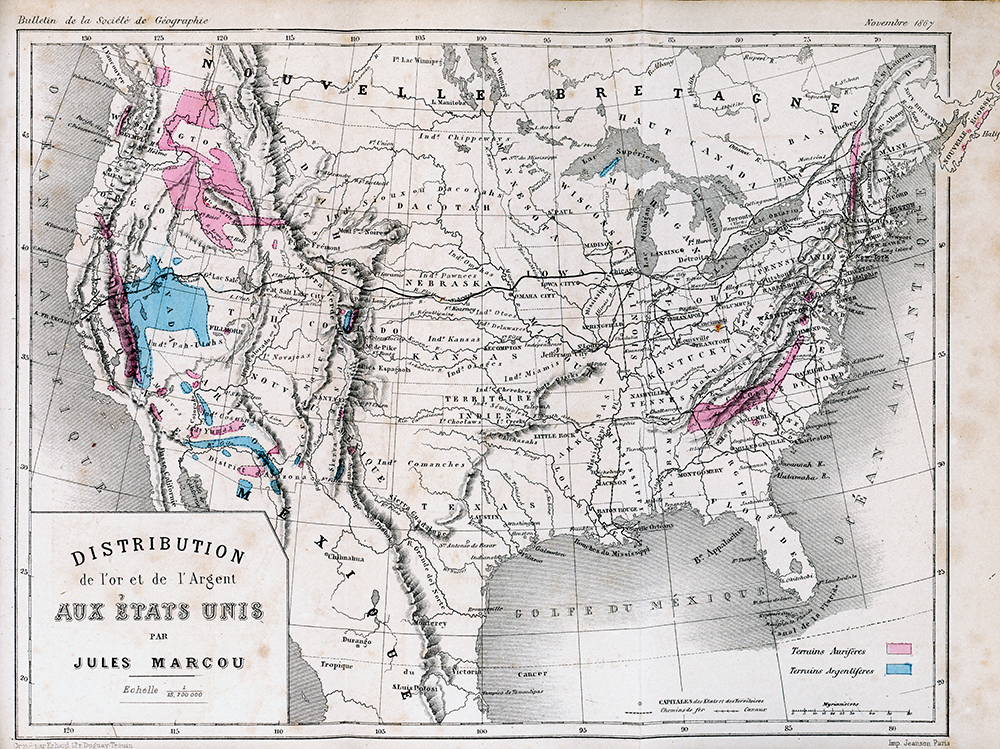
Carte de la distribution géographique de l'or et de l'argent aux États-Unis (1867)

- Première carte géologique des États-Unis en 1855[2] et deuxième carte géologique du globe en 1861[3].
- Distribution géographique de l'or et de l'argent aux États-Unis et dans les Canadas, Paris Bulletin de la société de géographique, 1867
- Explication d'une seconde édition de la Carte géologique de la terre, Zurich, Wurster, 1875 (lire en ligne)

## Grands amis et grands ennemis
Ses très grands amis furent Louis Pasteur qui fit de lui, en 1842, un portrait au fusain, Louis Agassiz et Joachim Barrande. Il écrivit leurs biographies. Il épaula Agassiz dans le cadre du Musée de zoologie comparative que ce dernier créa à Harvard en 1859.
Il attaqua très violemment un certain nombre de personnes ou institutions : Edmond Hébert (censé diriger sur le plan scientifique la géologie française), l'Académie des sciences (qui avait un positionnement décalé par rapport à la science vivante et n'accueillait pas suffisamment de jeunes scientifiques), le Corps des ingénieurs des mines (qui monopolisait la fabrication de la Carte géologique de France), le Muséum national d'histoire naturelle, le Geological Survey of America, etc.

## La Roche pourrie

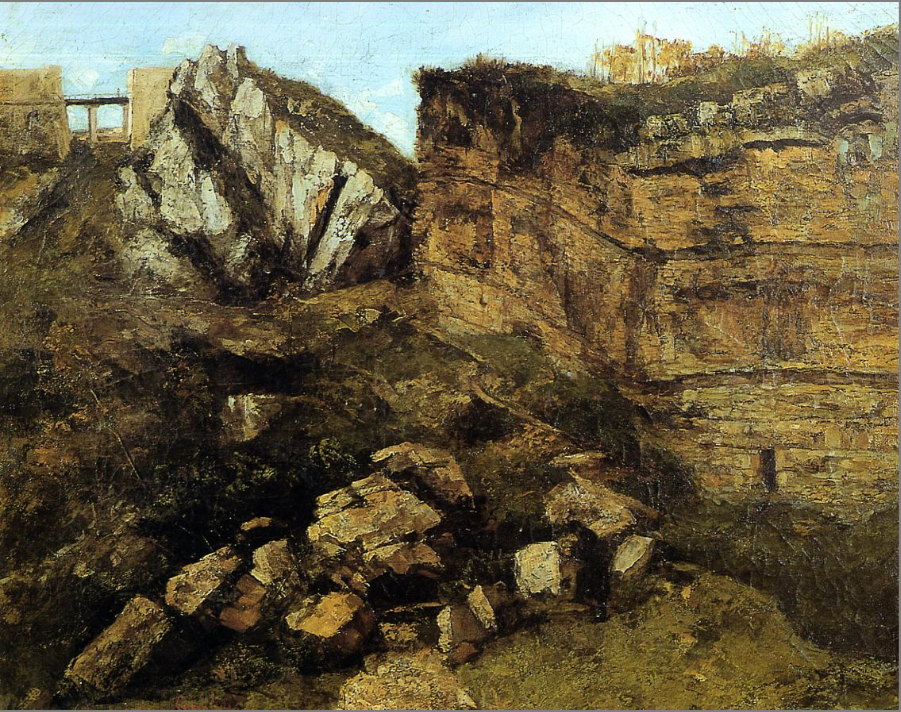
La Roche pourrie

Le géologue salinois ne pouvait que s'intéresser à la roche pourrie, une curiosité géologique située près du fort Belin, à Salins-les-Bains : dans cette faille, les calcaires jaunes (écrasés) de l'Aalénien côtoient les calcaires blanc du Bajocien. Marcou demande à Courbet de peindre le site. La toile, datée de 1864, est exposée sous le titre : « Roche pourrie, étude géologique » ; Courbet a représenté la silhouette d'un homme en noir (Marcou) en bas à droite entre deux blocs de calcaire.